# Vice-président de la république du Guatemala
Le vice-président de la république du Guatemala (en espagnol : Vicepresidente de la República de Guatemala) est une fonction politique de la république du Guatemala remplissant le second rôle en importance de l'exécutif. Depuis 1966, le titulaire de la fonction est élu simultanément comme colistier avec le président du Guatemala.
Pour la période 2024-2028, la vice-présidente est Karin Herrera.
Le vice-président doit être un citoyen guatémaltèque âgé de plus de 40 ans.
Historiquement, plusieurs postes de vice-présidents en simultané ont existé. Nommés officiellement désignés à la présidence (en espagnol : Designados a la Presidencia) et connus sous le nom de présidents désignés (en espagnol : Designados Presidenciales), ces personnes étaient élues pour un ou deux ans. L'élection de ces personnes se faisait par les membres du Congrès du Guatemala. Une disposition prévoyant des premier et deuxième vice-présidents existait de 1882 à 1921, de 1921 à 1928 et de 1956 à 1966. Une disposition prévoyant des premier, deuxième et troisième vice-présidents existait en 1921 et de 1928 à 1944.

## Liste
Les tableaux suivants répertorient les personnes ayant occupé la charge de vice-président de la république du Guatemala.

### 1882-1921
| Vice-président             | Vice-président        | En fonction   | En fonction    |
| Premier                    | Deuxième              | Début         | Fin            |
| -------------------------- | --------------------- | ------------- | -------------- |
| Julian Salguero            | Gén. Manuel Barillas  | 25 avril 1882 | 27 avril 1883  |
| Gén. José María Orantes    | Gén. Salvador Arévalo | 27 avril 1883 | 30 avril 1884  |
| Alejandro Sinibaldi        | Gén. Manuel Barillas  | 30 avril 1884 | 20 mai 1885    |
| Gén. Manuel Barillas       | Gén. Manuel Soto      | 20 mai 1885   | 1 mai 1888     |
| Gén. Calixto Mendizabal    | Col. Manuel A. López  | 1 mai 1888    | 21 mai 1889    |
| Gén. Vicente Orantes       | Col. Manuel A. López  | 21 mai 1889   | 10 mai 1890    |
| Rafael Salazar             | Francisco Fuentes     | 10 mai 1890   | 28 mai 1891    |
| Feliciano Aguilar          | Francisco Villela     | 28 mai 1891   | 14 mai 1892    |
| Manuel Morales Tovar       | Arturo Ubico          | 14 mai 1892   | 29 avril 1893  |
| Manuel Morales Tovar       | Francisco Fuentes     | 29 avril 1893 | 11 mai 1894    |
| Manuel Morales Tovar       | Arturo Ubico          | 11 mai 1894   | 6 mai 1895     |
| Manuel Morales Tovar       | Jesús Portillo        | 6 mai 1895    | 28 avril 1897, |
| Manuel Estrada Cabrera     | Gén. Manuel Soto      | 28 avril 1897 | 26 avril 1898  |
| Feliciano Aguilar          | Gén. Felipe Cruz      | 26 avril 1898 | 29 avril 1899  |
| Manuel Morales Tovar       | Gén. Vicente Orantes  | 29 avril 1899 | 8 mai 1900     |
| Manuel Morales Tovar       | Gén. Luis Molina      | 8 mai 1900    | 13 mai 1902,   |
| José María Reina Andrade   | Gén. Luis Molina      | 26 June 1902  | 30 avril 1903  |
| Gén. Mariano Serrano Muñoz | Francisco Alarcón     | 30 avril 1903 | 28 avril 1904  |
| Francisco Anguiano         | Francisco Alarcón     | 28 avril 1904 | 24 mai 1907    |
| Gén. Mariano Serrano Muñoz | Juan Barrios M.       | 24 mai 1907   | 29 avril 1910, |
| Matías J. López            | Gén. Manuel Duarte    | 29 avril 1910 | 14 mai 1911    |
| Gén. Mariano Serrano Muñoz | Gén. Manuel Duarte    | 14 mai 1911   | 31 mai 1912    |
| Col. Ignacio López Andrade | Gén. Manuel Duarte    | 31 mai 1912   | 30 avril 1917, |
| Gén. Mariano Serrano Muñoz | Gén. Manuel Duarte    | 30 avril 1917 | 13 avril 1920, |
| Carlos Herrera             | José Ernesto Zelaya   | 13 avril 1920 | 12 avril 1921  |

### 1921
| Vice-président      | Vice-président           | Vice-président     | En fonction   | En fonction     |
| Premier             | Deuxième                 | Troisième          | Début         | Fin             |
| ------------------- | ------------------------ | ------------------ | ------------- | --------------- |
| José Ernesto Zelaya | Federico Castañeda Godoy | Maximilien de León | 12 avril 1921 | 8 décembre 1921 |

### 1921-1928
| Vice-président           | Vice-président              | En fonction      | En fonction       |
| Premier                  | Deuxième                    | Début            | Fin               |
| ------------------------ | --------------------------- | ---------------- | ----------------- |
| Gén. José María Orellana | Alberto Mencos              | 8 décembre 1921  | 27 avril 1922     |
| Gén. Jorge Ubico         | R. Felipe Solares           | 27 avril 1922    | 28 avril 1923     |
| Gén. Margarito Ariza     | Francisco Fuentes           | 28 avril 1923    | 3 mai 1924        |
| Gén. Aurélio Recinos     | Gén. Antonio Monterroso     | 3 mai 1924       | 28 avril 1925     |
| Lázaro Chacón            | Federico Aguilar Valenzuela | 28 avril 1925    | 18 décembre 1926, |
| Gén. Miguel Larravé      | Federico Aguilar Valenzuela | 18 décembre 1926 | 30 avril 1927     |
| Gén. Miguel Larravé      | Gén. Mauro De Leon          | 30 avril 1927    | 15 mars 1928      |

### 1928-1944
| Vice-président             | Vice-président            | Vice-président               | En fonction    | En fonction      |
| Premier                    | Deuxième                  | Troisième                    | Début          | Fin              |
| -------------------------- | ------------------------- | ---------------------------- | -------------- | ---------------- |
| Gén. Mauro de León         | Rodolfo Sandoval          | Col. Baudilio Santos Deroga  | 26 mars 1928   | 15 mars 1929     |
| Gén. Rodolfo A. Mendoza    | Arturo Ramirez            | Antonio Rivera               | 15 mars 1929   | 15 mars 1930     |
| Mario León                 | Baudilio Palma            | Luis Chacón                  | 15 mars 1930   | 1 janvier 1931   |
| José María Reina Andrade   | Gén. José Reyes           | Gén. Rodrigo G. Solórzano    | 1 janvier 1931 | 15 mars 1931     |
| Mariano J. López           | Gén. Rodrigo G. Solórzano | Manuel Franco R.             | 15 mars 1931   | 15 mars 1932     |
| Gén. Factor Méndez         | Col. Pedro Reyes Reinelas | Miguel T. Alvarado           | 15 mars 1932   | 15 mars 1933     |
| Gén. Factor Méndez         | Col. Pedro Reyes Reinelas | Felipe Samayoa               | 15 mars 1933   | 15 mars 1934     |
| Gén. Pedro Reyes Reinelas  | Mariano J. López          | Col. Carlos Enríquez Barrios | 15 mars 1934   | 15 mars 1935     |
| Gén. Pedro Reyes Reynuelas | Gén. Carlos Jurado R.     | José Mariano Trabanino       | 15 mars 1935   | 15 mars 1936     |
| Eduardo Pérez Figueroa     | Gén. Carlos Jurado R.     | Gén. Factor Méndez           | 15 mars 1936   | 15 mars 1937     |
| Gén. Pedro Reyes Reynelas  | Eduardo Pérez Figueroa    | Gén. Carlos Jurado R.        | 15 mars 1937   | 15 mars 1938     |
| Escolástico de León        | Gén. Demetrio Maldonado   | Gén. Juan Alonso             | 15 mars 1938   | 15 mars 1939     |
| Mariano López              | Gén. Demetrio Maldonado   | Gén. Juan B. Alojos          | 15 mars 1939   | 15 mars 1940     |
| Mariano López              | Gén. Demetrio Maldonado   | Gén. Juan Alonso             | 15 mars 1940   | 15 mars 1941     |
| Mariano López              | Gén. Demetrio Maldonado   | Gén. Pedro Reyes Reynelas    | 15 mars 1941   | 15 mars 1942     |
| Gén. Demetrio Maldonado    | Carlos Herrera Dorián     | Gén. Pedro Reyes Renelas     | 15 mars 1942   | 4 juillet 1944   |
| Gén. Federico Ponce Vaides | Gén. Domingo Solares      | Ramón Calderón               | 4 juillet 1944 | 28 novembre 1944 |

### 1948-1951
| Vice-président          | En fonction  | En fonction  |
| Vice-président          | Début        | Fin          |
| ----------------------- | ------------ | ------------ |
| Mario Monteforte Toledo | 15 mars 1948 | 15 mars 1951 |

### 1956-1966
| Vice-président              | Vice-président                     | En fonction    | En fonction      | Président                 |
| Premier                     | Deuxième                           | Début          | Fin              | Président                 |
| --------------------------- | ---------------------------------- | -------------- | ---------------- | ------------------------- |
| Miguel Ortiz Passarelli     | Col. Juan Francisco Oliva          | 15 mars 1956   | 22 mars 1957     | Carlos Castillo-Armas     |
| Luis Arturo González López  | Col. Guillermo Flores Avendaño     | 22 mars 1957   | 9 octobre 1957   | Carlos Castillo-Armas     |
| Col. Luis Urrutia de León   | Carlos Enrique Guillén Rodas       | 9 octobre 1957 | 25 mars 1958     | Guillermo Flores Avendaño |
| Clemente Marroquín Rojas    | Crisóstomo Castillo                | 25 mars 1958   | 18 mars 1959     | Miguel Ydigoras Fuentes   |
| Manuel Ralda Ochoa          | Alberto J. Urrutia Vasconcelos     | 18 mars 1959   | 23 mars 1960     | Miguel Ydigoras Fuentes   |
| Abraham Cabrera Cruz        | Col. José Francisco Gómez Carranza | 23 mars 1960   | 30 mai 1961      | Miguel Ydigoras Fuentes   |
| Col. Catalino Chávez Pérez  | Oscar Ubico Zebadua                | 30 mai 1961    | 16 mars 1962     | Miguel Ydigoras Fuentes   |
| Col. Ernesto Molina Arreaga | Rubén Flores Avendaño              | 16 mars 1962   | 15 mars 1963     | Miguel Ydigoras Fuentes   |
| Col. Catalino Chávez Pérez  | Joaquín Monténégro Paniagua        | 15 mars 1963   | 1er juillet 1966 | Enrique Peralta Azurdia   |

### Depuis 1966
| No | Portrait | Nom (Naissance–Mort)                   | Mandat                                | Parti politique | Parti politique | Élection | Président                     |
| -- | -------- | -------------------------------------- | ------------------------------------- | --------------- | --------------- | -------- | ----------------------------- |
| 1  |          | Clemente Marroquín (1897–1978)         | 1er juillet 1966 – 1er juillet 1970   |                 | Indépendant     | 1966     | Julio César Méndez Montenegro |
| 1  |          | Clemente Marroquín (1897–1978)         | 1er juillet 1966 – 1er juillet 1970   |                 | Indépendant     |          | Julio César Méndez Montenegro |
| 2  |          | Eduardo Cáceres (1906–1980)            | 1er juillet 1970 – 1er juillet 1974   |                 | Indépendant     | 1970     | Carlos Arana Osorio           |
| 3  |          | Mario Sandoval Alarcón (1923–2003)     | 1er juillet 1974 – 1er juillet 1978   |                 | MLN             | 1974     | Kjell Eugenio Laugerud García |
| 4  |          | Francisco Villagran Kramer (1927–2011) | 1er juillet 1978 – 1er septembre 1980 |                 | Indépendant     | 1978     | Fernando Romeo Lucas García   |
| 5  |          | Óscar Mendoza Azurdia (1917–1995)      | 1er septembre 1980 – 23 mars 1982     |                 | MLN             | ––       | Fernando Romeo Lucas García   |
| 6  |          | Rodolfo Lobos Zamora (1936–1997)       | 8 août 1983 – 14 janvier 1986         |                 | Militaire       | ––       | Óscar Humberto Mejía Víctores |
| 7  |          | Roberto Carpio (1930–2022)             | 14 janvier 1986 – 14 janvier 1991     |                 | DCG             | 1985     | Vinicio Cerezo                |
| 8  |          | Gustavo Espina (1946–)                 | 14 janvier 1991 – 1er juin 1993       |                 | MAS             | 1990     | Jorge Serrano                 |
| 9  |          | Arturo Herbruger (1912–1999)           | 18 juin 1993 – 14 janvier 1996        |                 | Indépendant     | 1993     | Ramiro de León Carpio         |
| 10 |          | Luis Alberto Flores Asturias (1947–)   | 14 janvier 1996 – 14 janvier 2000     |                 | PAN             | 1995     | Álvaro Arzú                   |
| 11 |          | Juan Francisco Reyes (1938–2019)       | 14 janvier 2000 – 14 janvier 2004     |                 | FRG             | 1999     | Alfonso Portillo              |
| 12 |          | Eduardo Stein (1946–)                  | 14 janvier 2004 – 14 janvier 2008     |                 | GANA            | 2003     | Óscar Berger                  |
| 13 |          | Rafael Espada (1944–)                  | 14 janvier 2008 – 14 janvier 2012     |                 | UNE             | 2007     | Álvaro Colom                  |
| 14 |          | Roxana Baldetti (1962–)                | 14 janvier 2012 – 8 mai 2015          |                 | PP              | 2011     | Otto Pérez Molina             |
| 14 |          | Roxana Baldetti (1962–)                | 14 janvier 2012 – 8 mai 2015          |                 | PP              |          | Otto Pérez Molina             |
| 15 |          | Alejandro Maldonado Aguirre (1936–)    | 14 mai 2015 – 3 septembre 2015        |                 | Indépendant     | 2015     | Otto Pérez Molina             |
| 15 |          | Alejandro Maldonado Aguirre (1936–)    | 14 mai 2015 – 3 septembre 2015        |                 | Indépendant     |          | Otto Pérez Molina             |
| 16 |          | Juan Alfonso Fuentes Soria (1947–)     | 16 septembre 2015 – 14 janvier 2016   |                 | Indépendent     | 2015     | Alejandro Maldonado           |
| 16 |          | Juan Alfonso Fuentes Soria (1947–)     | 16 septembre 2015 – 14 janvier 2016   |                 | Indépendent     |          | Alejandro Maldonado           |
| 17 |          | Jafeth Cabrera (1948–)                 | 14 janvier 2016 – 14 janvier 2020     |                 | FCN             | 2015     | Jimmy Morales                 |
| 18 |          | Guillermo Castillo (1966–)             | 14 janvier 2020 – 14 janvier 2024     |                 | Vamos           | 2019     | Alejandro Giammattei          |
| 19 |          | Karin Herrera (1967–)                  | 15 janvier 2024 – En cours            |                 | Semilla         | 2023     | Bernardo Arévalo              |